# Národní park Sundarbans
Národní park Sundarbans je indický národní park v Západním Bengálsku. Mangrovové lesy, které se v parku nachází, tvoří jedno z nejvýznamnějších přírodních bohatství celé Indie. Zdejší rezervace též slouží k ochraně tygra bengálského a patří k největším svého druhu vůbec.
V roce 1985 byl celý park zařazen ke světovému dědictví UNESCO.